# Federação Internacional de Judô
A Federação Internacional de Judô é a entidade internacional que regulamenta a prática do judô em todo o mundo.

## Presidentes
| No. | Período     | Nome                  | País          |
| --- | ----------- | --------------------- | ------------- |
| 1   | 1951 – 1952 | Aldo Torti            | Itália        |
| 2   | 1952 – 1965 | Risei Kano            | Japão         |
| 3   | 1965 – 1979 | Charles Palmer        | Reino Unido   |
| 4   | 1979 – 1987 | Shigeyoshi Matsumae   | Japão         |
| 5   | 1987 – 1989 | Sarkis Kaloghlian     | Argentina     |
| 6   | 1989 – 1991 | Lawrie Hargrave       | Nova Zelândia |
| 7   | 1991 – 1995 | Luis Báguena Salvador | Espanha       |
| 8   | 1995 – 2007 | Yong Sung Park        | Coreia do Sul |
| 9   | 2007 –      | Marius Vizer          | Roménia       |

## Presidente de Honra
| No. | Nome           | País   |
| --- | -------------- | ------ |
| 1   | Vladimir Putin | Rússia |